# Carlos Ibáñez (Fußballspieler)
Carlos Enrique Ibáñez García (* 28. November 1930 in Chile; † 26. September 2015) war ein chilenischer Fußballspieler. Er nahm mit der Nationalmannschaft seines Landes an der Fußball-Weltmeisterschaft 1950 teil.

## Karriere
Leben und Karriere von Carlos Ibáñez sind spärlich dokumentiert. Anlässlich der Fußball-Weltmeisterschaft 1950 in Brasilien wurde er in das chilenische Aufgebot berufen. Zu diesem Zeitpunkt spielte er auf Vereinsebene für den CD Magallanes aus Maipú.
Nachdem Chile die ersten beiden Gruppenspiele gegen England und Spanien  jeweils mit 0:2 verloren hatte, kam Ibáñez beim 5:2 gegen die USA zum Einsatz. Chile schied als Gruppendritter nach der Vorrunde aus. Es blieb sein einziges Länderspiel für die chilenische Nationalmannschaft.